# Municipio de Eureka (condado de Greenwood)
El municipio de Eureka (en inglés: Eureka Township) es un municipio ubicado en el condado de Greenwood en el estado estadounidense de Kansas. En el año 2010 tenía una población de 395 habitantes y una densidad poblacional de 2,62 personas por km².

## Geografía
El municipio de Eureka se encuentra ubicado en las coordenadas 37°51′16″N 96°19′20″O / 37.85444, -96.32222. Según la Oficina del Censo de los Estados Unidos, el municipio tiene una superficie total de 150.82 km², de la cual 149,24 km² corresponden a tierra firme y (1,05 %) 1,58 km² es agua.

## Demografía
Según el censo de 2010, había 395 personas residiendo en el municipio de Eureka. La densidad de población era de 2,62 hab./km². De los 395 habitantes, el municipio de Eureka estaba compuesto por el 94,18 % blancos, el 1,52 % eran amerindios, el 0,51 % eran de otras razas y el 3,8 % eran de una mezcla de razas. Del total de la población el 1,01 % eran hispanos o latinos de cualquier raza.